# Boris Kantsler

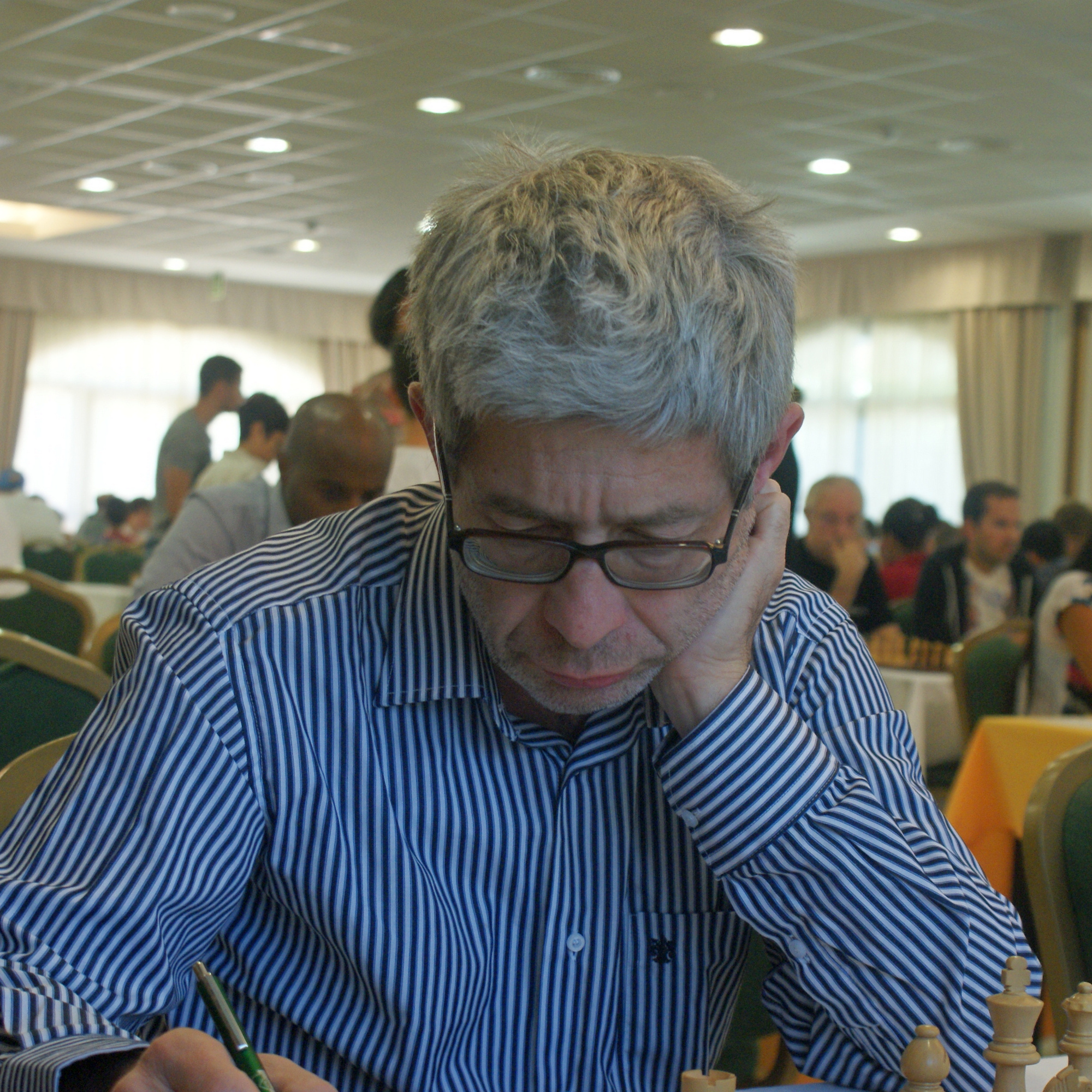
Boris Kantsler in 2014

Boris Feliksovitsj Kantsler (Russisch: Борис Феликсович Канцлер) (Froenze, 14 april 1962) is een Kirgizisch-Israëlische schaker. Hij is sinds 1999 een grootmeester (GM).  
In september 2017 werd hij, met 4 pt. uit 5, gedeeld 3e–9e op het derde Avner Hadar Memorial rapidschaak-toernooi. De winnaar was Tal Baron. 